# Oxathres navicula
Oxathres navicula là một loài bọ cánh cứng trong họ Cerambycidae.